# Средиземноморские редколесья и леса
Средиземноморские редколесья и леса — экологический регион, расположенный на севере Африки в Алжире, Ливии, Марокко, Тунисе и в испанских полуэксклавов Мелилья и Сеута возле Марокко. Статус сохранности экорегиона оценивается как критический, его специальный код — PA1214.

## Геология
В геологическом отношении экорегион состоит из мезозойских и четвертичных осадочных пород, таких как песок, песчаник, конгломерат, аргиллит, известняк, доломит, мергель и различные эвапоритовые отложения.

## Климат
Лето очень жаркое и сухое, зима относительно мягкая и влажная. Среднегодовая температура колеблется от 13 °C до 19 °C, средняя минимальная колеблется от 1 °C до 13 °C. Часть экорегиона, находящаяся на побережье Марокко, находится под влиянием холодных течений, которые обычно снижают температуру. Годовое количество осадков колеблется от 350 до 800 мм.

## Флора и фауна
Велико как видовое разнообразие, так и эндемизм и у флоры, и у фауны.

### Флора
Разнообразие климата приводит к разнообразию растительности в экорегионе. Имеется много эндемиков. Основными типами лесов являются сосновые леса и леса из видов тетраклинис членистый, дуб каменный, дуб кермесовый и дуб пробковый. Помимо них встречаются леса из оливы европейской и рожкового дерева.
Сосновые леса наиболее распространены в Алжире, Марокко и Тунисе. Здесь годовое количество осадков составляет 300—600 мм. Доминирующим кроновым деревом является сосна алеппская. Общая площадь лесов в экорегионе составляет примерно 10 000 км²: 8550 км² в Алжире, 2965 км² в Тунисе и около 650 км² в Марокко. Подлесок в основном характеризуется кустарниками: Anthyllis cytisoides, Cistus clusii, Globularia alypum, Rosmarinus eriocalyx, Thymelaea argentata, Thymelaea tartonraira, вязель ситниковый, дрок ложноволосистый, дрок мелкоголовчатый, ладанник критский, ладанник монпельенский и розмарин лекарственный.
Тетраклинис членистый — эндемичный североафриканский вид хвойных деревьев. Распространён на атлантическом и средиземноморском побережьях Марокко, на западной половине побережья Алжира и в некоторых горных районах северо-восточного побережья Туниса. В Северной Африке леса тетраклиниса простираются почти на 10 000 км²: 7500 км² в Марокко, 1600 км² в Алжире и около 220 км² в Тунисе. Подлесок характеризуется теплолюбивыми видами кустарников: Cistus clusii, Cistus munbyi, Cytisus arboreus, Globularia alypum, Periploca angustifolia, Rhus pentaphylla, дрок триостренный, лаванда зубчатая, ладанник монпельенский, розмарин лекарственный и эрика блуждающая.
Леса пробкового дуба широко распространены во всём западном Средиземноморье вдоль побережья. Они растут до 1500 м над уровнем моря. Годовое количество осадков здесь колеблется от 600 до 800 мм. Эти леса простираются почти на 4400 км² в Алжире, 350 км² в Марокко и около 455 км² в Тунисе. Они характеризуются смешением небольших деревьев и высоких кустарников, таких как земляничное дерево крупноплодное, калина лавролистная, лавр благородный, мирт обыкновенный, падуб остролистный, ракитник опушённый, филлирея узколистная, филлирея широколистная и эрика древовидная. Встречается лиановый ярус, состоящий из таких растений, как Hedera algeriensis или плющ обыкновенный.
Леса каменного дуба простираются на 14 320 км² в Марокко, 6800 км² в Алжире и 15 км² в Тунисе. Они широко распространены от побережья до больших высот (2500—2900 м над уровнем моря) основных горных хребтов, такое широкое распространение происходит из-за того, что каменный дуб может выдерживать большие диапазоны температур и осадков и расти на различных субстратах. Ранее в этом экорегионе леса каменного дуба покрывали ещё бо́льшие территории, которые сегодня превращены в основном в сельскохозяйственные угодья. Плотный вечнозелёный древесно-кустарниковый ярус содержит виды Phillyrea latifolia, земляничное дерево крупноплодное, мастиковое дерево, мирт обыкновенный, хамеропс приземистый, эрика древовидная и различные виды лиан.
Рожковое дерево было когда-то распространено на плодородной почве сухих прибрежных и внутренних равнин. Воздействие человека, в основном выпас скота, сбор дров и вызванные им пожары, превратило большинство лесов рожкового дерева во вторичные густые кустарники и разбросанные деревья на пастбищах. Кроме того, это дерево было широко одомашнено. Эти лесные массивы характеризуют большое количество высоких кустарников или небольших деревьев, таких как Rhus tripartita, Withania frutescens, лотосовое дерево, мастиковое дерево, мирт обыкновенный, хамеропс приземистый, хвойник высокий, хвойник ломкий, филирея узколистная, филирея широколистная и фисташка атлантическая.

### Фауна
Экорегион богат как мелкими видами млекопитающих (Gerbillus campestris, алжирский ёж, магрибская белка, североафриканский прыгунчик), так и более крупными (гривистый баран, кабан, каракал, магот, обыкновенная лисица, обыкновенный шакал).
Здесь обитает крупное сообщество птиц, насчитывающее 120 видов, например: эндемичный подвид большого пёстрого дятла Dendrocopos major numidus, находящийся под угрозой исчезновения алжирский поползень и различные хищные птицы, такие как беркут, змееяд, орёл-карлик, степная пустельга и чернокрылый дымчатый коршун.
Разнообразие рептилий велико. Среди обитателей: Acanthodactylus lineomaculatus, Acanthodactylus maculatus, алжирский длинноногий сцинк, курносая гадюка, мавританская гадюка, обыкновенный хамелеон, североафриканская месалина и средиземноморская черепаха, эндемичные виды: Acanthodactylus blanci, Saurodactylus fasciatus, береговой халцид, гребнепалая ящерица Савиньи, марокканская панцирная веретеница, халцид Колоси, халцид Эбнера и ещё несколько других видов.
Сообщество амфибий экорегиона не содержит эндемичных или почти эндемичных видов. Разнообразие насекомых особенно велико в экосистеме вечнозелёных широколиственных лесов.

## Состояние экорегиона
Население экорегиона велико — он является самым густонаселённым в Магрибе, в нём проживает 80—90 процентов населения. Повсеместно происходит обезлесение, больша́я часть лесов экорегиона была превращена в сельскохозяйственные угодья и пастбища. Большую часть лесного покрова составляют кустарниковые сообщества.
Есть несколько национальных парков, однако их финансирование невелико. Например: Эль-Хосейма в Марокко, Букорнин и Ишкёль в Тунисе, Тлемсен и Гурайя в Алжире.

## Провинции, полностью или частично расположенные в экорегионе
- Алжир: Айн-Дефла, Айн-Темушент, Алжир, Аннаба, Батна, Беджая, Бешар, Бискра, Блида, Бордж-Бу-Арреридж, Буира, Бумердес, Гализан, Гельма, Джельфа, Джиджель, Константина, Лагуат, Маскара, Медеа, Мила, Мостаганем, Мсила, Наама, Оран, Саида, Сетиф, Сиди-Бель-Аббес, Скикда, Сук-Ахрас, Тебесса, Тиарет, Тизи-Узу, Типаза, Тисемсильт, Тлемсен, Умм-эль-Буаги, Хеншела, Эль-Баяд, Эль-Тарф, Эш-Шелифф;
- Испания: Мелилья, Сеута;
- Ливия: Бенгази, Дерна, Эль-Джебель-эль-Ахдар, Эль-Мардж;
- Марокко: все, кроме провинций Дахла — Уэд-эд-Дахаб, Гулимин — Уэд-Нун и Эль-Аюн — Сегиет-эль-Хамра;
- Тунис: все, кроме провинций Кебили и Таузар.